# Reszel
Reszelⓘ (Duits: Rößel) is een stad in het Poolse woiwodschap Ermland-Mazurië, gelegen in de powiat Kętrzyński. De oppervlakte bedraagt 3,81 km², het inwonertal 4.615 (2017). Tot 1945 behoorde de stad in het voormalige Oost-Pruisen tot Duitsland.

## Geschiedenis
In 1241 werd hier een vesting van de Duitse Orde gebouwd, die kort daarop in een opstand van de Pruisen alweer werd geslecht. In 1273 werd een stenen burcht gebouwd voor de bisschop van Ermland en een halve eeuw later kwam daar een stad bij. In 1347 kregen burcht en stad weer te lijden van een verwoesting, nu door de met de Pruisen verwante Litouwers. Daarop kwam een sterkere burcht tot stand die er tot op heden nog staat.
Ermland was een aan de  Duitse Orde gelieerd maar autonoom bestuurd bisdom. Het werd in 1466 losgemaakt van de Duitse Orde en als bisdom onder de Poolse kroon gesteld. In het begin van de 16de eeuw maakte de Poolse koning een militair steunpunt van de stad. Dat had tot gevolg dat de stad van de Pools-Zweedse oorlogen te lijden kreeg. Bij de Eerste Poolse Deling werd Ermland in 1772 aan het koninkrijk Pruisen toegewezen. De bevolking was in de voorgaande eeuwen weliswaar Duitstalig geworden, maar wel rooms-katholiek gebleven. In 1865 kreeg de de kleine stad Rößel een gymnasium.
De economie van de geïsoleerd liggende stad kende nauwelijks groei. In 1800 woonden er 2.500 mensen en dat was gelijk aan het aantal in de voorgaande eeuwen. Pas na de aansluiting van de stad op het net van de Pruisische Staatsspoorwegen in 1908 trad er enige groei op. In 1910 was de bevolking verdubbeld.
Tijdens de Eerste Wereldoorlog was in 1914 het hoofdkwartier van het Duitse keizerlijke leger in de stad gevestigd en werd de Slag bij Tannenberg vanuit Rößel geleid. 
Na de verovering door het Sovjet-leger, eind januari 1945, bleef de stad grotendeels gespaard. De bevolking kon niet vluchten en werd in februari uitgewezen. De stad kreeg de Poolse naam Reszel en er kwamen nieuwe Poolse en Oekraïense bewoners. Sinds de oorlog heeft de stad zich nauwelijks ontwikkeld. Wel werd het een voor toerisme aantrekkelijke plaats. In de burcht is nu een hotel en een museum gevestigd.
Tot 2006 had Reszel een spoorverbinding met Sątopy-Samulewo (Santoppen-Bischdorf), en tot 1945 met Kętrzyn (Rastenburg). 

## Demografie
| jaar | inwoners | opmerkingen                                                            |
| ---- | -------- | ---------------------------------------------------------------------- |
| 1782 | 3.065    | Inclusief voorsteden, exclusief het garnizoen (een infanteriebataljon) |
| 1802 | 2.399    | [ 3 ]                                                                  |
| 1810 | 1.557    | [ 3 ]                                                                  |
| 1816 | 2.115    | Van wie 429 Evangelisch, 1.658 Rooms-Katholiek en 28 Joden             |
| 1821 | 2.095    | [ 3 ]                                                                  |
| 1831 | 2.708    | Duitsers                                                               |
| 1875 | 3.557    | [ 5 ]                                                                  |
| 1880 | 3.590    | [ 5 ]                                                                  |
| 1890 | 3.474    | Van wie 987 Evangelisch, 2.397 Rooms-Katholiek en 90 Joden             |
| 1933 | 4.766    | [ 5 ]                                                                  |
| 1939 | 5.045    | [ 5 ]                                                                  |
| 2005 | 5.225    |                                                                        |
| 2017 | 4 676    | [ 6 ]                                                                  |

## Sport en recreatie
- Door deze plaats loopt de Europese wandelroute E11. De E11 loopt van Den Haag naar het oosten, op dit moment de grens Polen/Litouwen. Ter plaatse komt de route van het westen van Sątopy-Samulewo en vervolgt in zuidoostelijke richting naar Święta Lipka.

## Geboren in Rößel-Reszel
- Albrecht Siegmund von Seeguth-Stanisławski (1688–1768), bastaardzoon en minister van August de Sterke van Saksen en koning van Polen
- Andreas Thiel (1826–1908), bisschop van Ermland 1885-1908
- Julius Dinder (1830–1890) aartsbisschop  van Gnesen-Posen (Gniezno-Poznan)
- Martin A. Borrmann (1895–1974), auteur met als onderwerp Oost-Pruisen